# موسبورگ، اتریش
موسبورگ  (به آلمانی: Moosburg) یک منطقهٔ مسکونی در اتریش است که در ناحیه کلاگن‌فورت-لاند واقع شده‌است. موسبورگ  ۴٬۴۹۲ نفر جمعیت دارد.

## خواهرخوانده
شهرهای کاترینی و ماینتال خواهرخوانده‌های موسبورگ  هستند.